# The Image
The Image (alternative Titel The Punishment of Anne und The Mistress and the Slave) ist ein sadomasochistischer  US-amerikanischer Pornofilm des Regisseurs Radley Metzger aus dem Jahr 1975, der zu den Klassikern der Pornofilmgeschichte zählt und in der Tradition des  Porno Chic steht.
Der Film basiert auf dem sadomasochistischen Klassiker L'Image, der von der französischen Autorin Catherine Robbe-Grillet unter dem Pseudonym Jean de Berg veröffentlicht wurde.
Der Film gliedert sich in zehn Aufzüge, die durch Zwischeneinblendungen mit Kapitelüberschriften klar voneinander abgegrenzt sind. Die Handlung wird durch die kommentierende Off-Stimme der Hauptfigur Jean ex-post beschrieben und kommentiert.

## Handlung
Der gelangweilte Schriftsteller Jean (Carl Parker) trifft auf einer Pariser Society-Party seine alte Bekannte Claire (Marilyn Roberts) und deren attraktive blonde Freundin Anne (Mary Mendum, auch bekannt als Rebecca Brooke). Claire erkennt sehr schnell Jeans Interesse an ihrer Freundin und lädt ihn ein, sie auf einen Spaziergang in die Rosengärten des Château de Bagatelle zu begleiten. Jean erkennt schnell, dass die beiden Frauen weit mehr als eine herkömmliche Freundschaft verbindet.
Nachdem Jean bei einem weiteren zufälligen Treffen mit Anne erkennt, dass diese in einer Verkaufsverhandlung mit einem Buchhändler äußerst durchsetzungsstark sein kann und auch ihm gegenüber ohne die Anwesenheit Claires absolut resolut auftritt, sucht er das Gespräch mit Claire. Claire demonstriert ihm in der Folge ihre Beziehung zu ihrer Sub und stellt diese Jean zur freien Verfügung. Er akzeptiert das Geschenk, geht in den sich anschließenden Tagen immer stärker in seiner neuen Rolle als Annes Dom auf und erkundet hierbei die Grenzen seiner neuen Spielpartnerin. 
In den folgenden Tagen führt Jean Anne in immer neue Situationen und entdeckt hierbei seine eigene Lust an der für ihn selbst völlig neuartigen Konstellation. Unter anderem führt er Anne einer Modeverkäuferin vor, die beide im Anschluss zusammen verführen. In weiteren Szenen kommt es zu Flagellationen, öffentlichen Vorführungen, Urophilie und anderen sadomasochistischen Praktiken. Die Handlung gipfelt im neunten Akt in einer Szene, in der Claire und Jean in Claires Domizil Anne gemeinsam in einem nachgebauten „Gotischen Verlies“ in Ketten legen und in einer drastischen Szene bespielen. Claire geht unvermittelt auf Jean los und wird dabei von Anne unterstützt; Jean flüchtet. Daraufhin legt Anne ihren Knebel ab und verabschiedet sich von Claire.
Im letzten Akt kommt es zu einer überraschenden Wende. Die bis dahin ausgesprochen dominante Claire besucht Jean in seinem Penthouse, gekleidet wie Anne, und folgt seiner Anweisung, sich zu entkleiden; mit den Worten „Du kannst mit mir machen, was immer Du willst“ offenbart sie sich als Switch. Die beiden lieben sich leidenschaftlich.

## Struktur
The Image ist durch Zwischentitel in zehn Kapitel eingeteilt. Die in weißer Serifenschrift auf schwarzen Hintergrund eingeblendeten Kapitelbezeichnungen lauten wie folgt:
| - I. An Evening at the X...´s - II. The Roses in Bagatelle Gardens - III. Too Much Water and Its Consequences - IV. False Starts - V. The Photographs | - VI. An Expiatory Sacrifice - VII. The Fitting Room - VIII. In the Bathroom - IX. The Gothic Chamber - X. Everything Resolves Itself |

## Hintergründe
- Mary Mendum war zum Zeitpunkt des Drehs Metzgers Freundin. Der Film folgte unmittelbar ihrem Auftritt  in der Broadway-Version von Hair.
- Die auf Film gedrehte Produktion ist ein klassischer Vertreter des Porno Chic der 1970er Jahre und eine der letzten Produktionen Metzgers, bevor er sich vor dem Hintergrund des aufziehenden Videomarktes immer stärker dem Hardcore widmete.
- Der Film folgt deutlich dem Gedanken des SSC, die „Spielszene“ im „Gotischen Verlies“ wurde dennoch wiederholt als sehr intensiv bezeichnet.[3] Eine entsprechende Darstellung sadomasochistischer Praktiken war für die 1970er Jahre sehr ungewöhnlich und geht weit über das in der Verfilmung der Geschichte der O von Just Jaeckin 1975 Gezeigte hinaus.[3]
- Die Produktion entstand unter der Bezeichnung The Image und wurde unter dieser auch zunächst veröffentlicht. Später beugte sich Metzger dem zunehmenden kommerziellen Druck des sich zu diesem Zeitpunkt rapide verändernden Filmmarktes und änderte den Titel auf The Punishment of Anne.

## Kritiken
- "Mit Sicherheit einer der ernsthaftesten filmischen Versuche, sich mit dem Thema Sadomasochismus auseinanderzusetzen. Metzger wie auch Robbe-Grillet riskierten sehr viel – die Szenen in der gotischen Kammer sind schwer zu ertragen."[4]
- "Jeder an Sadomasochismus Interessierte wird durch die von Metzger oberflächlich demonstrierten körperlichen Nervenkitzel offensichtlich zufriedengestellt werden. Ich selbst entdeckte für mich als tatsächliche Erfüllung die Möglichkeit, tief in die, anhand der Beziehungen der Charaktere entwickelte, Welt der Dominanz und Unterwerfung einzutauchen."[5]
- "Dieser Film ist auf jeden Fall der beste zum Thema Sado-Masochismus. Selbst Gerard Damianos hervorragender Beitrag zu diesem Thema "Story of Joanna" kann hier nicht ganz mithalten und der zwar sehr berühmte, doch unerträglich kitschige Film "Die Geschichte der O" von Just Jaeckin fällt da ganz hinten weg."[6]
- "(Dieser Film...) ... ist ein Muss für jeden, der an den dargestellten Fetischen (ausführlicher Oralsex, Bondage, Auspeitschen und Urinieren) interessiert ist, ebenso für diejenigen, die gerne wissen möchten, wie Qualitätspornos aussehen können."[7]